# Echanella albibasalis
Echanella albibasalis là một loài bướm đêm trong họ Noctuidae.